# روبرت كامبل (سياسي كندي)
روبرت كامبل هو سياسي كندي، ولد في 15 أغسطس 1871، وتوفي في 5 مايو 1965. حزبياً، نشط في الرابطة التقدمية المحافظة في ألبرتا ‏. وقد انتخب عضو الجمعية التشريعية ألبرتا عن دائرة Rocky Mountain (provincial electoral district) ‏ (17 أبريل 1913 – 18 يوليو 1921).